# جيلكو زاجوراك
جيلكو زاجوراك (بالسلوفينية: Željko Zagorac)‏ مواليد 9 مارس 1981 في غوسبيتش، هو لاعب كرة سلة سلوفيني. بدأ مسيرته الاحترافية في سنة 1998. يلعب في الدوري السلوفيني لكرة السلة كلاعب وسط. يبلغ طوله 6 قدم 8.5 بوصة (2.0 م).

## المسيرة الاحترافية
لعب مع نادي أوليمبيا لكرة السلة في موسم 1998–1999، ثم لعب مع نادي أوليمبيا لكرة السلة في موسم 2000–2001، ثم لعب مع نادي أوليمبيا لكرة السلة في موسم 2002–2003، ثم لعب مع نادي فوتسوافك لكرة السلة في موسم 2007–2008.

## روابط خارجية
- جيلكو زاجوراك على موقع الاتحاد الدولي لكرة السلة (الإنجليزية)
- جيلكو زاجوراك على موقع كرة السلة الأوروبية.كوم (الإنجليزية)
- جيلكو زاجوراك على موقع ريلجم (الإنجليزية)
- جيلكو زاجوراك على موقع بروبوليرز (الإنجليزية)
- جيلكو زاجوراك على موقع سبورتس رفرنس (الإنجليزية)